# Bernd Förster
Bernd Förster, född 3 maj 1956 i Mosbach, är en tysk före detta fotbollsspelare. Han blev tysk mästare 1984, var med och vann VM-silver 1982 och EM-guld 1980.
Förster spelade tillsammans med sin bror Karlheinz Förster i VfB Stuttgart och landslaget.